# Barbonne-Fayel
Barbonne-Fayel és un municipi francès, situat al departament del Marne i a la regió del Gran Est. L'any 2007 tenia 492 habitants.

## Demografia

### Població
El 2007 la població de fet de Barbonne-Fayel era de 492 persones. Hi havia 216 famílies, de les quals 56 eren unipersonals (32 homes vivint sols i 24 dones vivint soles), 84 parelles sense fills, 64 parelles amb fills i 12 famílies monoparentals amb fills.
La població ha evolucionat segons el següent gràfic:
Habitants censats

### Habitatges
El 2007 hi havia 291 habitatges, 217 eren l'habitatge principal de la família, 36 eren segones residències i 38 estaven desocupats. 287 eren cases i 2 eren apartaments. Dels 217 habitatges principals, 174 estaven ocupats pels seus propietaris, 34 estaven llogats i ocupats pels llogaters i 9 estaven cedits a títol gratuït; 1 tenia una cambra, 10 en tenien dues, 34 en tenien tres, 60 en tenien quatre i 112 en tenien cinc o més. 174 habitatges disposaven pel capbaix d'una plaça de pàrquing. A 108 habitatges hi havia un automòbil i a 90 n'hi havia dos o més.

### Piràmide de població
La piràmide de població per edats i sexe el 2009 era:
| Homes | Edats   | Dones |
| ----- | ------- | ----- |
| 0     | 95 o +  | 0     |
| 4     | 90 a 94 | 0     |
| 4     | 85 a 89 | 16    |
| 0     | 80 a 84 | 0     |
| 12    | 75 a 79 | 8     |
| 12    | 70 a 74 | 8     |
| 20    | 65 a 69 | 12    |
| 8     | 60 a 64 | 20    |
| 16    | 55 a 59 | 16    |
| 8     | 50 a 54 | 4     |
| 16    | 45 a 49 | 16    |
| 28    | 40 a 44 | 24    |
| 12    | 35 a 39 | 12    |
| 20    | 30 a 34 | 20    |
| 16    | 25 a 29 | 12    |
| 12    | 20 a 24 | 12    |
| 0     | 15 a 19 | 16    |
| 24    | 10 a 14 | 12    |
| 28    | 5 a 9   | 12    |
| 12    | 0 a 4   | 12    |

## Economia
El 2007 la població en edat de treballar era de 321 persones, 241 eren actives i 80 eren inactives. De les 241 persones actives 225 estaven ocupades (121 homes i 104 dones) i 16 estaven aturades (5 homes i 11 dones). De les 80 persones inactives 34 estaven jubilades, 24 estaven estudiant i 22 estaven classificades com a «altres inactius».

### Ingressos
El 2009 a Barbonne-Fayel hi havia 223 unitats fiscals que integraven 534 persones, la mediana anual d'ingressos fiscals per persona era de 21.605 €.

### Activitats econòmiques
Dels 14 establiments que hi havia el 2007, 5 eren d'empreses alimentàries, 3 d'empreses de construcció, 2 d'empreses de comerç i reparació d'automòbils, 1 d'una empresa d'hostatgeria i restauració, 2 d'entitats de l'administració pública i 1 d'una empresa classificada com a «altres activitats de serveis».
Dels 5 establiments de servei als particulars que hi havia el 2009, 2 eren lampisteries, 1 empresa de construcció, 1 perruqueria i 1 restaurant.
Dels 2 establiments comercials que hi havia el 2009, 1 era una botiga de menys de 120 m² i 1 una fleca.
L'any 2000 a Barbonne-Fayel hi havia 77 explotacions agrícoles que ocupaven un total de 1.564 hectàrees.

## Equipaments sanitaris i escolars
El 2009 hi havia una escola maternal.

## Poblacions més properes
El següent diagrama mostra les poblacions més properes.